# Dave Tarrida
Dave Tarrida (Barcelona, ?) és un productor musical i discjòquei de música techno català. Va instal·lar-se a Edimburg amb els seus pares poc després del seu naixement.
Des de finals dels anys 1980 va estar influït per l'acid-house. Del 1991 al 1996 va ser resident de la discoteca Sativa a Edimburg. El 1994 va fundar la discogràfica de música electrònica Sativae amb el productor Steve Glencross. El 1999 es va traslladar a Barcelona amb el segell discogràfic. El 2010 Tarrida es va traslladar a Viena. El 2013 va fundar la discogràfica Autofake.

## Discografia

### Àlbums
- 2001: Paranoid (Tresor Records)
- 2004: Life's a Glitch (Sativae Recordings)
- 2020: Glasgow Kiss (Varvet Records)[4]